# Al-Hazem F.C.
Al-Hazem SC (còn được gọi là Alhazem; tiếng Ả Rập: نادي الحزم السعودي) là một câu lạc bộ bóng đá chuyên nghiệp có trụ sở tại Ar Rass. Được thành lập vào năm 1957, đội bóng hiện thi đấu tại Saudi Professional League, cấp độ cao nhất của bóng đá Ả Rập Xê Út.

## Danh hiệu
Saudi First Division/MS League
- Vô địch (2): 2004–05, 2020–21
- Á quân (1): 2017–18

Saudi Second Division
- Á quân (1): 1999–2000

Saudi Third Division
- Vô địch (1): 1997–98

Al-Qassim Regional League
- Vô địch (9): 1967–68, 1969–70, 1970–71, 1971–72, 1980–81, 1984–85, 1990–91, 1994–95, 1997–98

## Đội hình
Kể từ ngày 15 tháng 9 năm 2021:
| Số | Vị trí | Cầu thủ                | Quốc tịch   |
| -- | ------ | ---------------------- | ----------- |
| 2  | HV     | Paulo Ricardo          | Brasil      |
| 3  | HV     | Khaled Al-Barakah      | Ả Rập Xê Út |
| 4  | TV     | Rayan Al-Sharekh       | Ả Rập Xê Út |
| 5  | TV     | Ahmed Al-Najei         | Ả Rập Xê Út |
| 6  | TV     | Ahmed Al-Juwaid        | Ả Rập Xê Út |
| 10 | TV     | Thaar Al-Otaibi        | Ả Rập Xê Út |
| 12 | HV     | Farhan Al-Aazmi        | Ả Rập Xê Út |
| 16 | TV     | Basil Al-Sayyali       | Ả Rập Xê Út |
| 18 | TV     | Hammad Al-Shaye        | Ả Rập Xê Út |
| 19 | HV     | Ahmed Al Muhaimeed     | Ả Rập Xê Út |
| 23 | TM     | Ibrahim Zaid           | Ả Rập Xê Út |
| 24 | HV     | Fahad Al-Obaid         | Ả Rập Xê Út |
| 26 | HV     | Hamed Al-Otaibi        | Ả Rập Xê Út |
| 28 | HV     | Abdullah Al-Shammeri   | Ả Rập Xê Út |
| 29 | TĐ     | Battal Al-Harthi       | Ả Rập Xê Út |
| 34 | HV     | Abdulrahman Al-Dakheel | Ả Rập Xê Út |
| 42 | HV     | Abdulaziz Al-Harbi     | Ả Rập Xê Út |
| 61 | HV     | Radhi Al-Otaibi        | Ả Rập Xê Út |
| 81 | TV     | Ibrahim Al-Barakah     | Ả Rập Xê Út |
| 88 | TĐ     | Nawaf Al-Bashri        | Ả Rập Xê Út |
| 89 | TĐ     | Ahmed Al-Shuwayfie     | Ả Rập Xê Út |
| 90 | TĐ     | Muteb Al-Hammad        | Ả Rập Xê Út |
| —  | TM     | Majed Al-Ghamdi        | Ả Rập Xê Út |
| —  | TM     | Aymen Dahmen           | Tunisia     |
| —  | HV     | Talal Al-Absi          | Ả Rập Xê Út |
| —  | HV     | Sultan Tankar          | Ả Rập Xê Út |
| —  | TV     | Nawaf Al-Habashi       | Ả Rập Xê Út |
| —  | TĐ     | Mohammed Al-Thani      | Ả Rập Xê Út |

### Cho mượn
| Số | Vị trí | Cầu thủ                     | Quốc tịch |
| -- | ------ | --------------------------- | --------- |
| 95 | TV     | Naoufel Zerhouni (tại Raja) | Maroc     |